# المؤسسة الإسلامية في بنغلاديش
المؤسسة الإسلامية بنجلاديش (البنغالية: ইসলামিক ফাউন্ডেশন বাংলাদেশ) هي منظمة حكومية تابعة لوزارة الشؤون الدينية في بنغلاديش تعمل على نشر قيم ومبادئ الإسلام وتنفيذ الأنشطة المتعلقة بهذه القيم والمبادئ. يقع المكتب الرئيس للمؤسسة في دكا، وتدعمها 6 مكاتب إقليمية و64 مكتبًا إقليميًا، بالإضافة إلى 7 مراكز أكاديمية لتدريب الأئمة و29 مركزًا للبعثات الإسلامية. المدير العام هو الرئيس التنفيذي للمؤسسة.

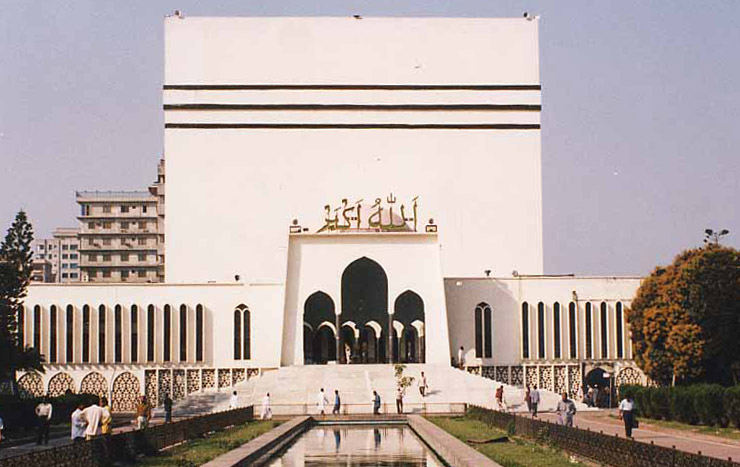
مسجد بيت المكرم الوطني، المكتب الفرعي للمؤسسة الإسلامية في بنغلاديش

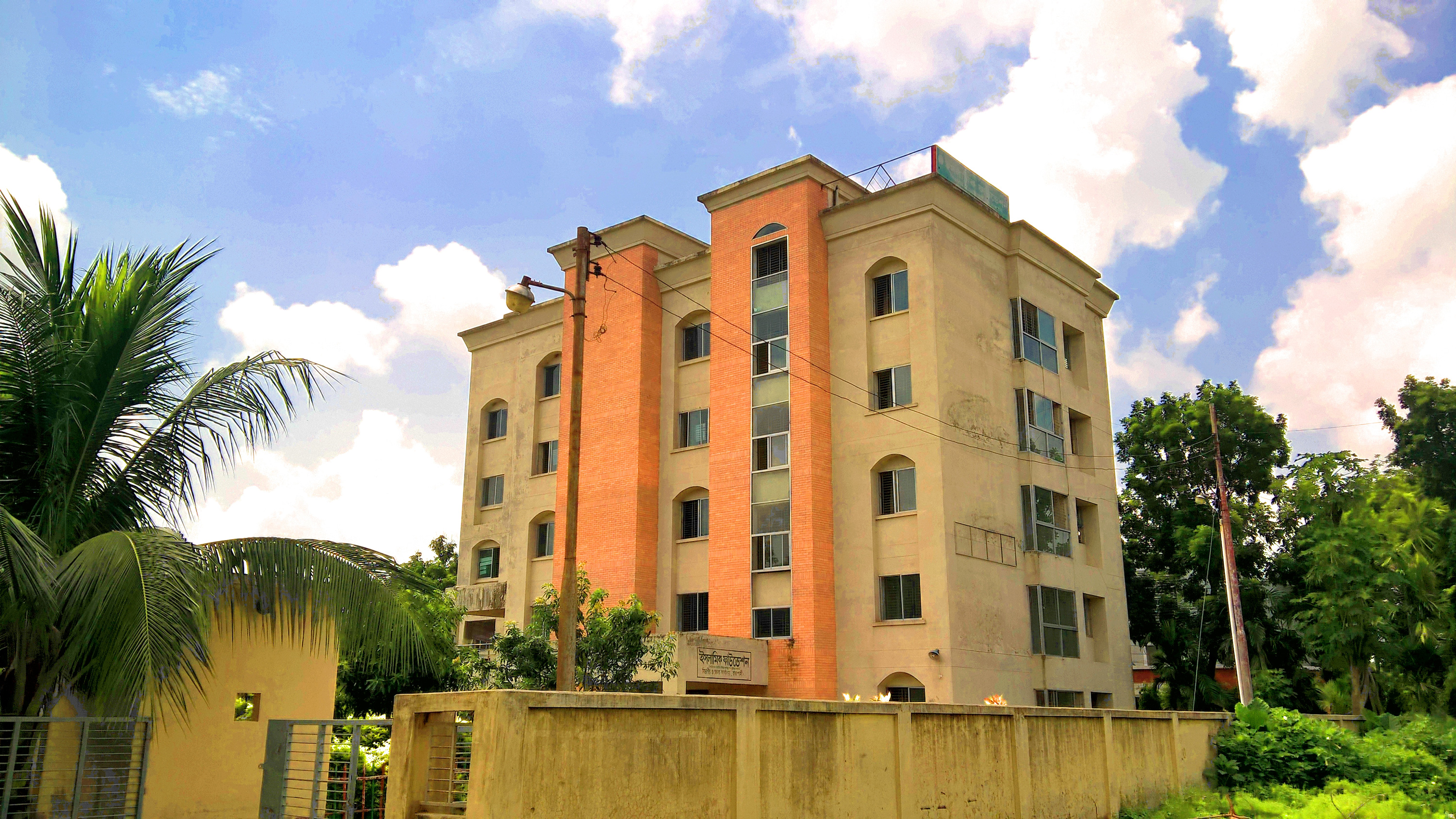
مؤسسة إسلامية بنغلاديش، فرع راجشاهي

## روابط خارجية
- Ministry of religious Affairs, Bangladesh